# Зеленгора
Зеленгора (серб. Зеленгора, босн. Zelengora) — гора в Республіці Сербській (Боснія і Герцеговина). Входить до складу Національного парку Сутьєска. Висота — 2015 м. Розташована на території трьох громад — Гацько, Калиновик і Фоча. 